# Cubismo cézanniano
O cubismo cézanniano ou cubismo pré-analítico (1907-1909 ) foi a fase que iniciou o movimento do cubismo. Leva esse nome por conta do pintor Paul Cézanne, o precursor do movimento cubista. Por conta da mudança estética e no ideal de representação da arte, pode-se considerar que o Paul Cézanne fez um movimento de revolução da arte pictoresca - movimento esse que ficou conhecido como "Revolução cézanniana" e por isso esse estágio inicial do movimento cubista recebeu seu nome. Esta fase foi fortemente marcada pela obra de Cézanne, sobretudo no caráter analítico das formas e planos de cor, que influenciou a análise de paisagens e objetos.
O olhar cubista, desde suas primeiras provas, esteve voltado para Cézanne por mais de uma razão, mas, principalmente, pela iniciativa deste em interceptar o probabilismo da pintura impressionista. O que os pintores do cubismo rejeitavam nos impressionistas era a ausência de rigor, de coesão estilística e, acima de tudo, o seu episodismo. Guillaume Apollinaire, numa apresentação de Braque escrita em 1908, cita o impressionismo como “uma época de ignorância e de frenesi”. Existem, também, relatos de que Picasso, depois de olhar o entorno durante uma exposição de impressionistas, exclamou: “Vê-se aqui que está chovendo, vê-se que o sol brilha, mas nunca se vê a pintura.”
Era Cézanne quem buscou reparar essa situação de fraqueza em que a pintura havia caído; procurou superar – e o fez, propriamente – o provisório com uma arte definida, sólida, concreta. Em suas obras, a luz era absorvida pelos objetos, transformada em forma assim como a cor. O artista recusou a impressão para compreender mais profundamente a realidade; a definição formal encerrava os sentimentos. Nas palavras dele, a “arte deve provocar o arrepio de sua duração, deve fazer-nos senti-la eterna.” Era esse o principal motivo que atraía os cubistas. Léger confessava: “Às vezes me pergunto o que seria da pintura atual sem Cézanne. (...) [Ele] me ensinou o amor pelas formas e pelos volumes e fez com que eu me concentrasse no desenho. Pressenti, então, que o desenho tinha de ser rígido, nem um pouco sentimental.”
A invenção formal cezaniana percorreu o caminho que elege a cor como veículo específico para se fazer arte. “Uma vez que a natureza manifesta a sua verdade através das formas coloridas, da mesma maneira, (...) o quadro deve manifestar a substância poética que o alimenta”. Surge, então, a célebre noção de forma-cor: nela, quanto mais definida a cor, mais aparece o desenho dos objetos e mais a cor vira, simultaneamente, forma. Por isso, a pintura de Cézanne só pode ser uma pintura plástica, de volumes. O conteúdo condensado torna-se um dos elementos básicos de seu estilo e o faz assumir pinceladas secas e construtivas; a poética é a da simplificação das formas: “na natureza, tudo é modelado segundo três módulos fundamentais: a esfera, o cone e o cilindro. É preciso aprender a pintar essas figuras simples, depois será possível fazer tudo que se quiser.”
Criadas as formas, era hora de relacioná-las entre si e, enfim, compor a arquitetura do quadro. Cézanne, na tentativa de reproduzir a forma plástica das coisas a fim de sugerir o devido peso e substância delas, foi levado a olhar um mesmo objeto de vários pontos de vista. O objeto, por sua vez, tendia a mostrar mais lados de si mesmo, inaugurando proporções e relações diferentes das tradicionais e acadêmicas. Concepção esta que, mais tarde, no cubismo, apontará para a completa ruptura com a perspectiva renascentista, manifestando-se, assim, uma nova dimensão do espaço pictórico: "uma dimensão que excluía a ideia de distância, do vazio e da medida, enfim do espaço material, em favor de um espaço evocativo, verdadeiro, não ilusório, no qual os objetos podiam se abrir, estender-se, sobrepor-se, subvertendo as regras da imitação e permitindo ao artista uma nova criação do mundo segundo as leis de um critério intelectual particular".
A lição cézanniana foi primeiramente entendida e interpretada com intransigência por Picasso, Braque e Léger. Foi no Salão de Outono de 1907, durante a retrospectiva das obras de Cézanne – realizada um ano após a sua morte –, que os cubistas ficaram vivamente tocado pelo falecido pintor, que soube tratar a natureza com o cilindro, a esfera e o cone reduzindo o real a volumes simples. Em Picasso, estes ensinamentos foram aliados ao arcaísmo da escultura ibérica e, posteriormente, à arte negra, entre outras influências.

## Cubismo

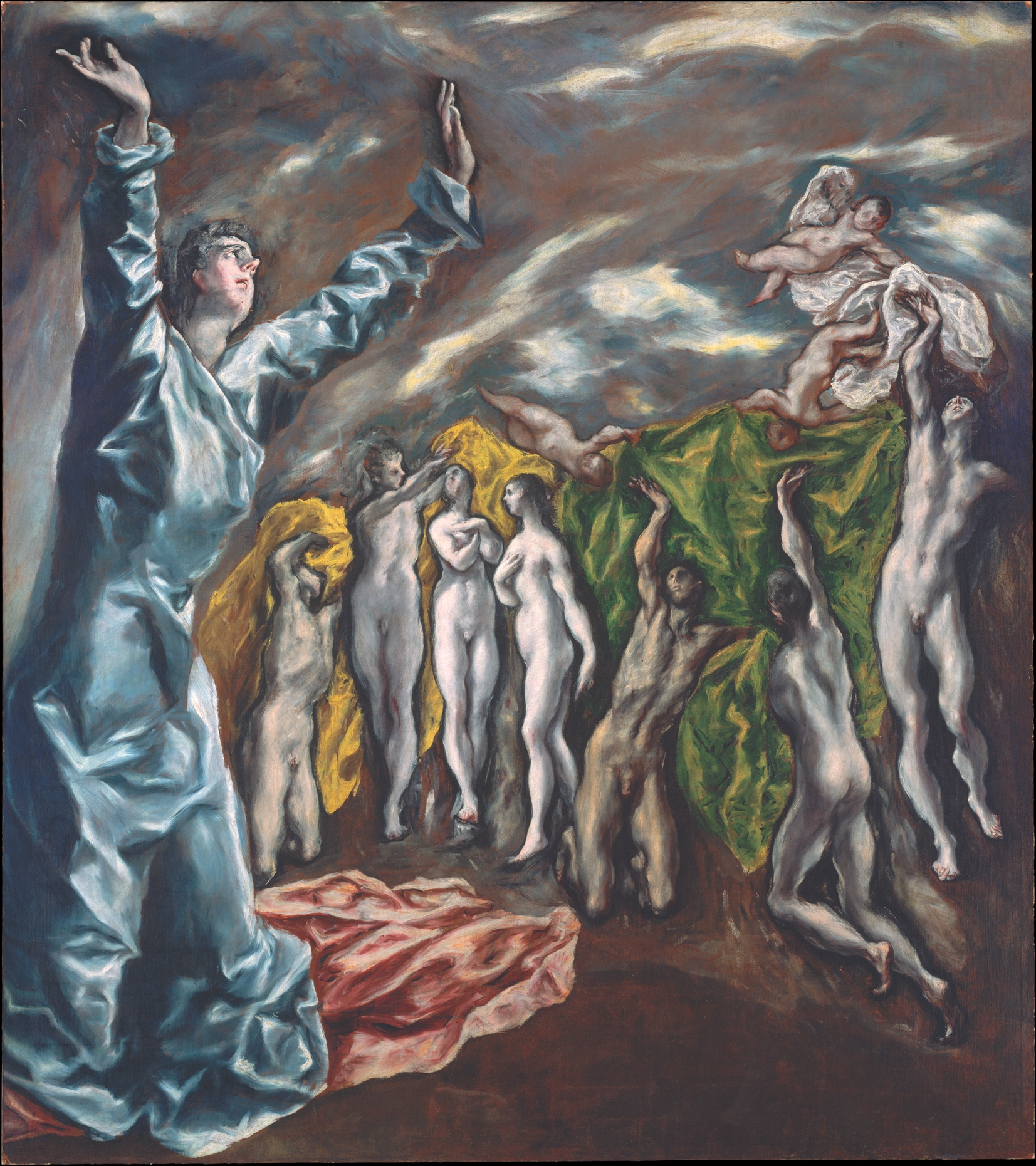
El Greco, A Abertura do Quinto Selo (c.1609–14, óleo, 224.8 × 199.4 cm, Museu de Arte Metropolitano) foi sugerido como a principal fonte de inspiração para Les Demoiselles d'Avignon de Picasso.

Les Demoiselles d'Avignon de Picasso (1907, oleo sobre tela, 243.9 × 233.7 cm, Museu de Arte Moderna (Nova Iorque) parece ter certas semelhanças morfológicas e estilísticas com A Abertura do Quinto Selo.

O Cubismo foi um movimento artístico das artes plásticas, sobretudo das pinturas, que ocorreu no começo do século XX em Paris. Ele tinha o objetivo de romper com a tradição da pintura ocidental. O movimento tinha o objetivo de não abolir a representação da forma como é conhecida e compreendida pelos homens, mas, sim, reformulá-lo e visava romper com os padrões clássicos impostos na academia de artes após o movimento renascentista.
Das artes visuais, o cubismo foi uma revolução tão significativa que a invenção formal da pintura modificou-se mais durante os anos 1907 a 1914 do que no período renascentista. Suas invenções condiziam tão pontualmente com os problemas artísticos críticos do começo da década de 20, que mal o cubismo tinha aparecido enquanto movimento e seus recursos formais já motivavam outras artes – especialmente a arquitetura e as artes aplicadas, mas, também, a música, a poesia e a literatura. “O cubismo é, de fato, a fonte imediata da corrente formalista da pintura abstrata e não-figurativa que dominou a arte do século XX”.
Para quebrar esse padrão imposto, os artistas, como Paul Cézanne, se utilizavam de formas geométricas para representação da vida. O intuito aqui não era a representação fidedigna da realidade e sim as experimentações na forma e no próprio conceito sobre o que é a arte. Esse movimento foi construído baseado na realidade científica das formas. A maneira como a realidade é representada é racional e científica, devido aos constantes avanço na ciência que o homem estava enxergando antes da Primeira Guerra Mundial. O Cubismo levou os ensinamentos de Cézanne até às últimas consequências, renunciando às regras da perspectiva que continuavam a dominar as suas composições.
Paul Cézanne fez um cubismo com traços característicos e foi o primeiro artista da época que rompeu com todas as representações visuais que estava instaurada e apresentada ao homem no final do século XIX. Ele foi o artista que fez a transição do movimento impressionista para o cubista no início do século XX.

## Cézanne

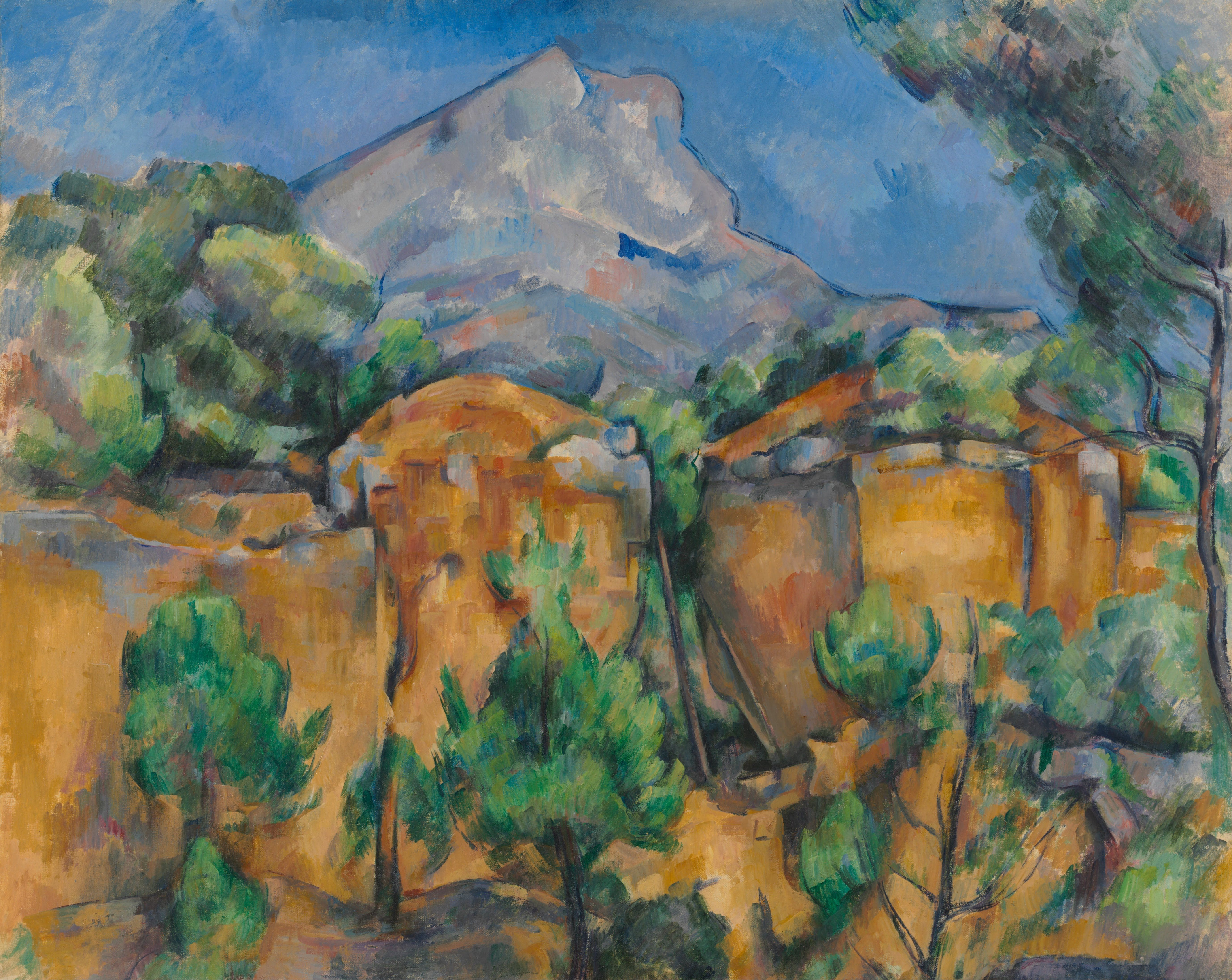
Paul Cézanne, ca.1897, Mont Sainte-Victoire visto da pedreira de Bibémus, óleo sobre tela, 65 x 81 cm, Museu de Arte de Baltimore. Para expressar a grandeza da montanha, Cézanne manipulou a cena pintando a montanha com o dobro do tamanho que aparentemente teria e inclinou-a para a frente para que sobressaísse em vez de a inclinar para trás.

O artista Cézanne, como anos mais tarde ficaria conhecido, apresentou ao mundo uma nova concepção do espaço na tela. O movimento inaugurado por ele afastava a ideia de perspectivas e modelagens das formas clássicas criada no movimento Renascentista. Seus traços excluíam qualquer efeito ilusório que pudesse representar a figura retratada de maneira "convencional" e traz novos ângulos de percepção da realidade - até então desconhecidas por toda a população mundial. A realidade, conforme os cubistas acreditavam, é uma composição de figuras e formas geométricas que se mesclam e criam a realidade que conhecemos. Cézanne, instaura uma nova forma de observar a realidade - tanto do mundo, quanto das pessoas. Em outras palavras, o belo deixa de ser a perfeição, conforme as ideias clássicas, e passa a ser a realidade mais profunda e fragmentada das coisas - com figuras, planos e perspectivas intelectuais.  
Paul Cézzane vendo a mudança social, econômica, tecnológica e cultural que a Europa estava passando no final do século XIX, percebeu que a arte pictoresca não estava acompanhando essas revoluções que estavam acontecendo na sociedade. Por conta disso, ele tentou transmitir essa nova mentalidade na sua arte. Começou a trazer novas maneiras de retratar as figuras - ainda tomando como base sua influência do movimento Impressionista. Suas experimentações na cor, na forma e na ausência de perspectiva acabou instaurando uma nova manifestação artística na Europa - movimento esse que passaria a ser denominado como Cubismo e criado um Manifesto Cubista para reunir as ideias experimentadas por Cézanne.